# 万寿楼
万寿楼是昆明市官渡区小板桥的一座古建筑，初建年份不见于历史记载。现建筑建于1903年。该楼坐北朝南，面阔五间20.5米，进深13.3米，20多米高。楼顶正中悬三块圆形牌匾楷书“万寿楼”三字。楼前有一对高近10米的华表，顶端雕龙狮形象。为重檐歇山顶建筑，左右后三面为土墙。楼上正面有雕花窗，其余三面为挡窗。窗棂下有成组方形木雕，饰人物故事、山水花草图案。楼下层原有雷神及二十八星宿塑像、雕花窗户，原件今已不存。万寿楼藏有四块古碑，包括“小板桥街场碑”。2011年列入昆明市文物保护单位。